# Jan Konopka
Jan Konopka, né le 27 décembre 1777 à Skolodycze près de Slonim et mort le 20 décembre 1814 à Dubrowka, est un officier général polonais. Il a été successivement lieutenant dans les armées de Tadeusz Kościuszko, capitaine dans les légions polonaises en Italie, colonel d'un régiment de la légion de la Vistule et enfin général de brigade au service de Napoléon Ier pendant les guerres napoléoniennes.

## Biographie

### Dans l'armée polonaise
Jan Konopka naît le 27 décembre 1777 au château de Skoldycze près de Slonim, en Lituanie. Il est le fils de Franciszek Konopka, major dans l'armée de la république des Deux Nations, et d'Anna, parente éloignée des princes de Condé. En 1792, il devient sous-lieutenant dans une brigade de cavalerie ukrainienne et prend part à la guerre russo-polonaise de 1792. Il combat à la bataille de Zieleńce à la suite de laquelle il est décoré. Lors de l'insurrection de Kościuszko, il sert comme lieutenant à la bataille de Maciejowice où il est blessé. Après l'échec de l'insurrection, il émigre en France et s'engage comme volontaire dans l'armée française. En 1797, Konopka rejoint les légions polonaises en Italie avec le grade de capitaine et participe à plusieurs affrontements.

### Guerres napoléoniennes
Passé dans la cavalerie polonaise en janvier 1802, il est déployé en Italie et à Naples de 1805 à 1806, combat lors de la campagne de Prusse et de Pologne et devient major du 5e régiment de lanciers polonais le 1er mars 1807. Il participe à ce titre à la bataille de Friedland le 14 juin suivant, ce qui lui vaut d'être fait membre de l'ordre de la Légion d'honneur. Il est nommé colonel du régiment des lanciers de la Vistule le 15 juillet 1807.

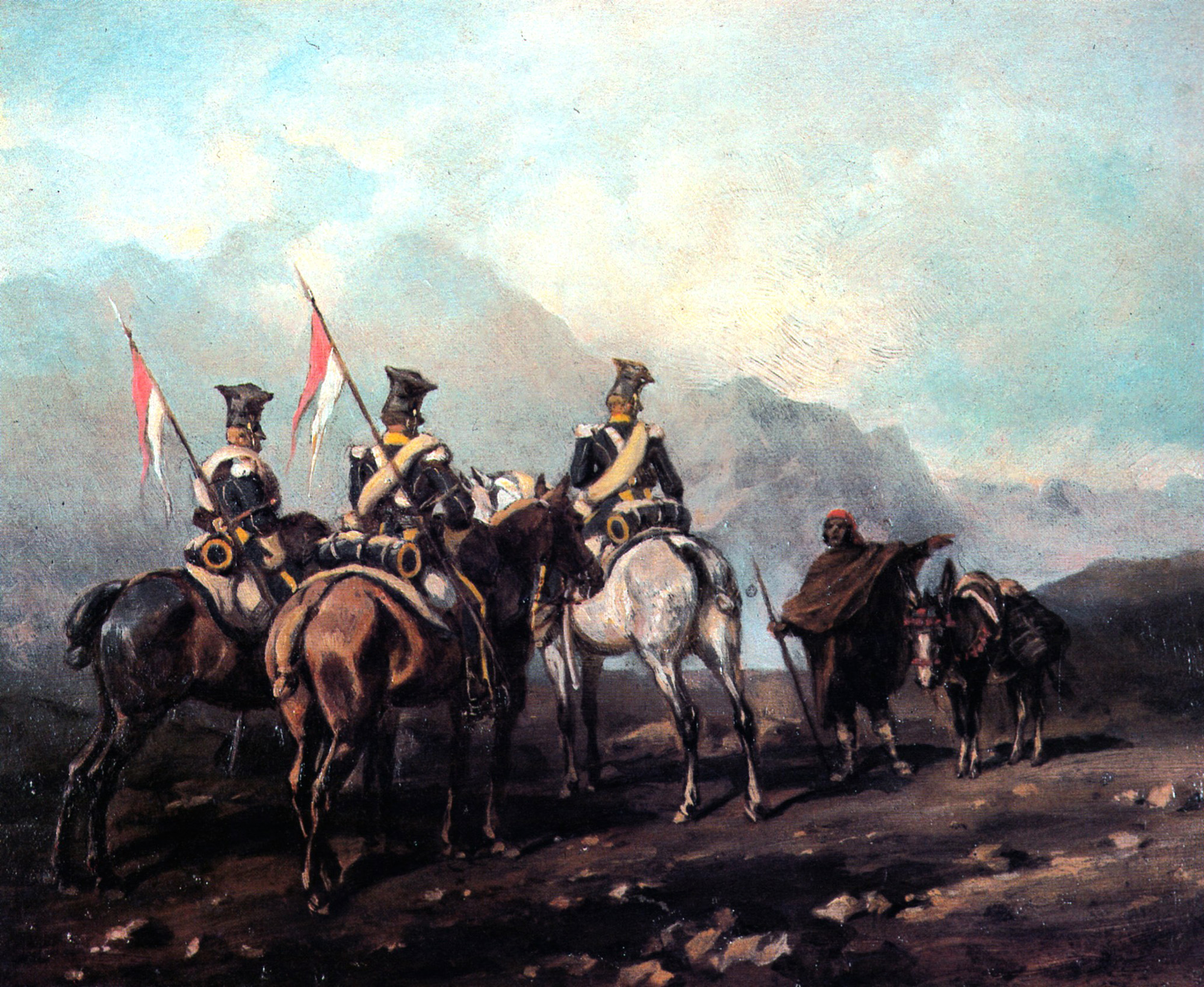
Patrouille de lanciers polonais de la Vistule en Espagne. Peinture de Juliusz Kossak, 1875.

En 1808, Konopka prend part à la guerre d'indépendance espagnole, où il connaît des alternatives de succès et de revers : surpris par les Espagnols à la bataille d'Yevenes le 28 mars 1809, lui et ses hommes parviennent à s'extraire du piège mais les bannières du régiment sont perdues. Il est toutefois vainqueur quelques jours plus tard à la bataille de Ciudad Real. En novembre suivant, à la bataille d'Ocaña, son unité se distingue en capturant plusieurs milliers de soldats espagnols. Konopka s'illustre également au cours de la bataille d'Albuera le 16 mai 1811, en détruisant avec ses lanciers la brigade britannique Colborne qui perd 68 % de son effectif en moins d'une demi-heure. Il est fait général de brigade le 6 août 1811 peu après cet affrontement. Il continue d'être employé à l'armée d'Andalousie jusqu'à la fin de l'année.
Konopka est transféré le 27 janvier 1812 au lanciers polonais de la Garde impériale en tant que colonel-major. Quelques mois plus tard, et alors que la campagne de Russie a déjà commencé, il est placé le 5 juillet à la tête du 3e régiment de lanciers de la Garde. À la suite de décisions maladroites, il est surpris et attaqué à Slonim par les troupes du général Eufemiusz Czaplic. Certaines sources indiquent qu'il serait resté trop longtemps dans Slonim dans le but de former des volontaires, tandis que d'autres affirment qu'il aurait décidé d'attaquer une force numériquement supérieure. La plupart de ses hommes sont capturés et le reste dispersé. Konopka lui-même est blessé et fait prisonnier par les Russes qui l'envoient à Kherson. De retour de captivité en juillet 1814, il obtient le commandement de la 1re brigade de cavalerie du royaume du Congrès mais, miné par ses blessures et la fatigue, il meurt le 20 décembre dans son village natal de Dubrowka, près de Slonim.
De l'avis de Miłosz Korczyk, Konopka « peut être considéré sans risque comme l'un des meilleurs officiers polonais de l'époque napoléonienne ». L'historien américain Robert Burnham estime pour sa part que sa conduite « fut souvent brillante » mais qu'il était trop sûr de lui.